# Patrik Šorm
Patrik Šorm (* 21. listopad 1993 Praha) je český atlet, sprinter. Je členem TJ Dukly Praha.
Mimo úspěchy na mistrovství ČR mužů a mezinárodní scéně získal také dvě druhá a jedno třetí místo na mistrovství republiky do 22 let.

## Osobní rekordy

### na otevřené dráze
- 400 m – 45,41 s, Záhřeb, 14. září 2021

### v hale
- 400 m	– 46,25 s, Praha, 12. února 2022

### národní štafetové rekordy
- 4x400 m (dráha) – 3:01,63 min, Eugene 24. července 2022
- 4x400 m (hala) – 3:04,09 min, Praha, 8. března 2015
- smíšená štafeta 4x400 m (dráha) – 3:11,98 min, Budapešť, 19. srpna 2023[1]
- 4x200 m (hala) – 1:24,31 min, Ostrava, 23. února 2020